# The Voyage that Shook the World
The Voyage that Shook the World (ook: Darwin: The Voyage that Shook the World) is een gedramatiseerde anti-evolutionaire documentaire uit 2009 van Creation Ministries International, een jongeaardecreationistische organisatie. Het is geproduceerd door Fathom Media. In de film worden de evolutietheorie, intelligent design en creationisme belicht. De titel van de film verwijst naar de reis met het schip de Beagle die Charles Darwin van 1831 tot 1836 maakte.
De film werd uitgebracht ter gelegenheid van feit dat Charles Darwin 200 jaar geleden was geboren evenals het feit dat 150 jaar geleden zijn werk De oorsprong der soorten werd uitgebracht.

## Inhoud

### Jeugd en begin van de reis

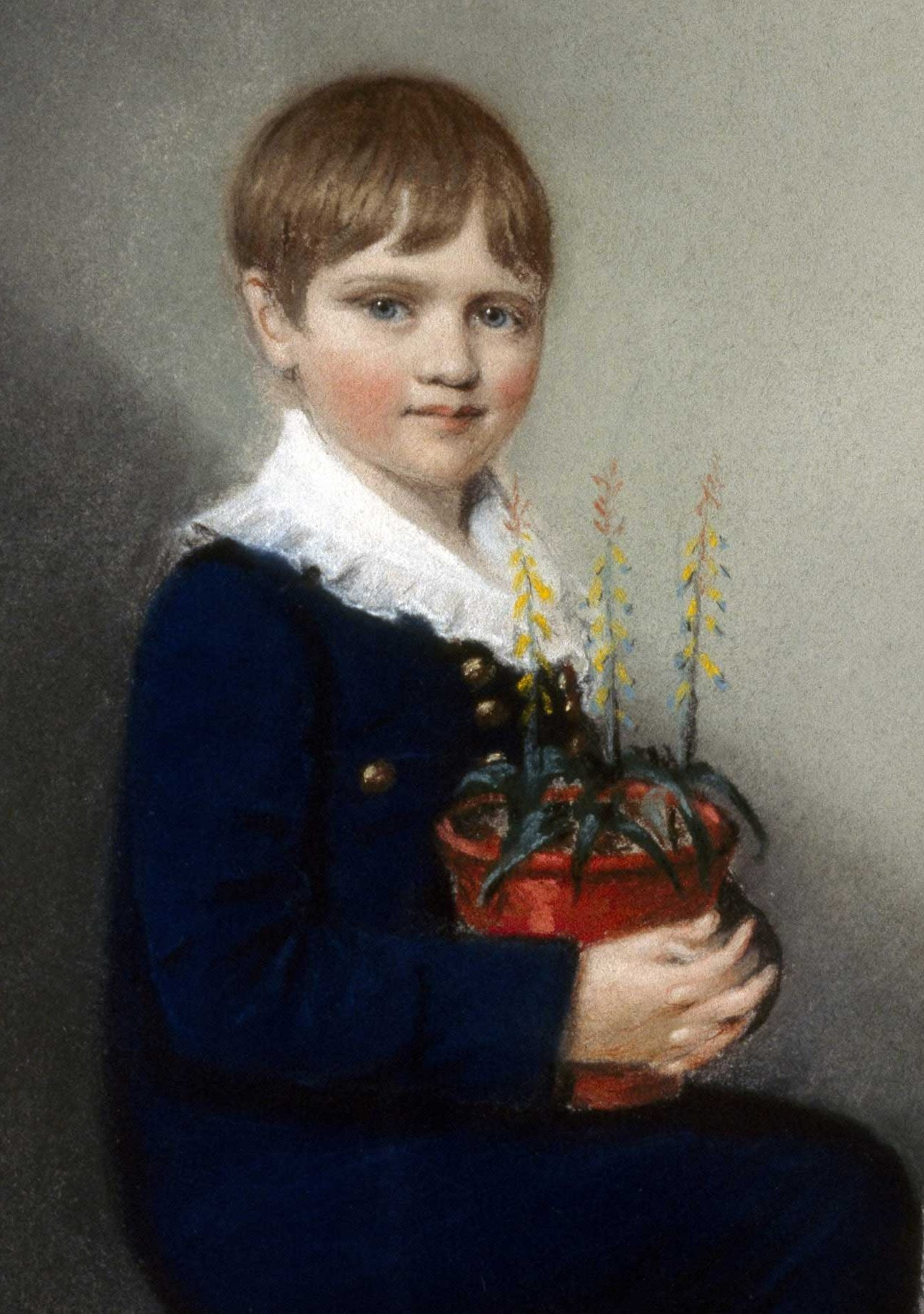
Charles Darwin in 1816, op zevenjarige leeftijd.

Reis van de Beagle.

De film begint met een beschrijving van Charles Darwin als kind: Darwin was iemand die over alles vragen stelde evenals iemand die ervan hield om grootse verhalen te bedenken en vertellen. Darwin werd geboren in een gelovig gezin. Zijn grootvader Erasmus Darwin en tijdgenoot Josiah Wedgwood worden genoemd als vrijdenkende rationalisten wier ideeën Darwin, iemand met interesse in de natuur en in verhalen, later zouden inspireren om de evolutietheorie te ontwikkelen. Zo bevat het werk Zoonomia van Erasmus Darwin al ideeën die in lijn liggen met de evolutietheorie. De film stelt dat deze achtergrond van invloed is op de ontwikkeling van de evolutietheorie later in Darwins leven.
Op 22-jarige leeftijd krijgt Darwin de mogelijkheid om met het schip de Beagle rond de wereld te varen om te anderen te vergezellen en een bijdrage te leveren aan de wetenschap. Van de kapitein Robert Fitzroy krijgt hij het boek Principles of Geology van Charles Lyell waarin de visie van uniformitarianisme en een oude Aarde worden toegelicht: de geologische processen van het verleden zouden kunnen verklaard worden met hedendaagse geologische processen.

### Darwin in Zuid-Amerika

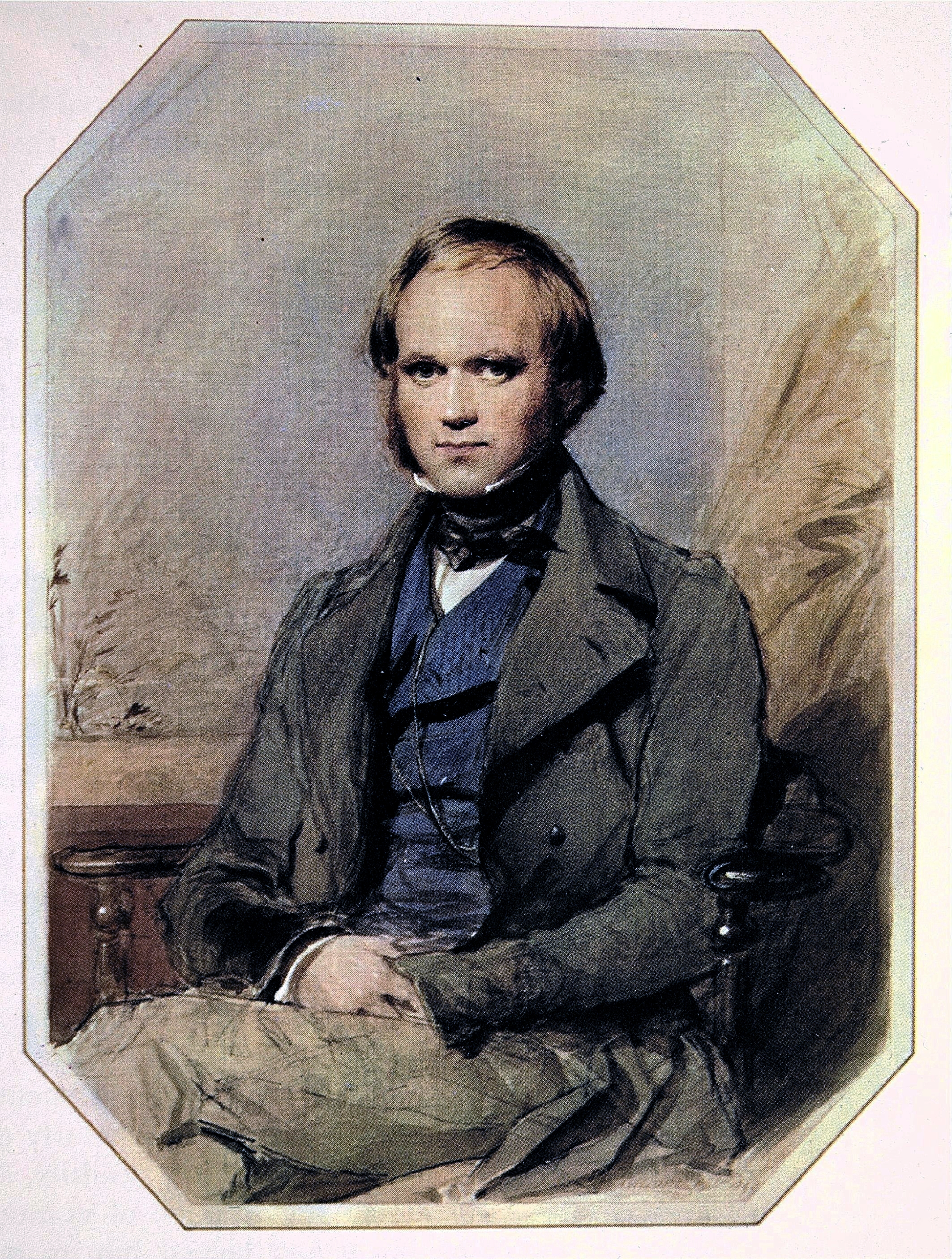
Charles Darwin.

Tegen de tijd dat Darwin arriveert in Zuid-Amerika heeft hij uit verscheidene hoeken al standpunten gehoord over de natuur, namelijk van zijn grootvader, de kerk en uit het boek van Lyell. Darwin zou hierdoor geneigd zijn om zijn observaties op een uniformitariaanse manier te interpreteren en andere verklaringen uit te sluiten, zoals een zondvloed om fossielen te verklaren. Darwin raakte overtuigd van Lyells ideeën; zo stelde hij dat de rivier Santa Cruz uitgesleten moest zijn over een lange periode. Een andere verklaring zou de uitstorting van een gletsjer zijn die het kanaal in enkele dagen zou hebben gecreëerd.
Een ander aspect wat zou hebben bijgedragen aan de verklaring dat de mens afstamt van eerdere levensvormen was het gedrag van inboorlingen uit Vuurland. Enkelen van hen, waaronder Jemmy Button, waren op een eerdere reis van de Beagle naar Engeland gekomen om beschaafd gedrag te leren. De Beagle had hen teruggebracht zodat zij als missionaris konden dienen in dat gebied. Een jaar later deed de Beagle opnieuw dit gebied aan maar Darwin en de anderen moesten constateren dat hun levensstijl weer was teruggevallen naar de vroegere onbeschaafde leefwijze. Het idee dat er meerdere niveaus van beschaafdheid zijn (waarbij sommigen zijn blijven hangen op een lager niveau) met mogelijk een biologische oorsprong, zou eveneens invloed hebben gehad op de ontwikkeling van de evolutietheorie.
De film claimt dat Darwin ook observaties die niet in zijn visie pasten terzijde zou hebben geschoven. Zo zou hij observaties van bepaalde rotsmassieven niet hebben gebruikt omdat deze niet pasten in zijn model van de achterliggende geologische processen. Hedendaagse platentektoniek stelt dat rotsmassieven vormgegeven kunnen worden doordat tektonische platen tegen elkaar duwen maar de hieruit ontstane rotsmassieven zijn niet te verklaren met alleen op- en neergaande bewegingen van de platen. Ook toen er een aardbeving plaatsvond toen Darwin in Chili was, zou hij niet op het idee zijn gekomen om zijn visie te herzien. Op Chili werden schelpen landinwaarts gevonden waaruit Darwin zou hebben moeten kunnen concluderen dat dit vroeger een zeebodem was en nu omhoog geduwd door snelle geologische processen (in plaats van door langzame veranderingen).
Een ander voorbeeld zijn fossielen van bomen: Darwin dacht dat deze in de loop van miljoenen jaren bedekt werden om zo gefossiliseerd te worden. Dit zou niet mogelijk zijn omdat de boom dan zou wegrotten; de boom moet dus wel in een korte periode bedekt zijn en vervolgens gefossiliseerd. Dit zijn slechts enkele van de vele observaties die Darwin zou hebben genegeerd omdat ze niet passen in het model van een oude Aarde met langzame geologische processen zoals Lyell dat beschreef.

### Darwin op de Galapagoseilanden

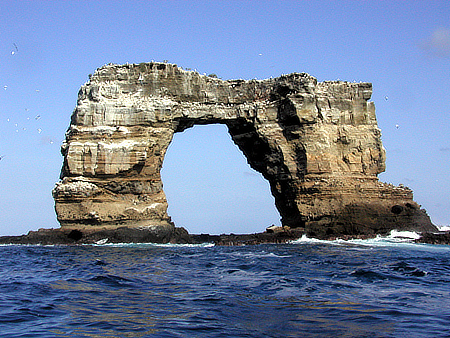
Darwin's Arch, Galapagoseilanden.

Alhoewel het vaak wordt gezegd, zou het niet kloppen dat Darwin op de Galapagoseilanden op het idee van de evolutietheorie door middel van natuurlijke selectie kwam. Darwin was in die periode hoofdzakelijk geoloog en geen bioloog; Darwin accepteerde de gangbare visie van die tijd dat levensvormen onveranderlijk waren, alhoewel door sommigen, zoals Edward Blyth, gesteld werd dat soorten zich tot op zekere hoogte konden aanpassen aan hun omgeving. Darwin bezag de natuur op basis van de langzame en langdurige geologische processen van Lyell en hij zou pas thuis in Engeland zijn vondsten en observaties analyseren en interpreteren. Darwin had bijvoorbeeld veel vinken verzameld maar niet genoteerd van welk eiland deze afkomstig waren. Darwins denkkader zou op dit punt hebben beïnvloed hoe hij de gevonden vinken analyseerde en welke conclusies hij hieruit trok.
Tegen de tijd dat de reis met de Beagle op zijn einde loopt, heeft Darwin echter wel een idee kunnen vormen hoe soorten zich aanpassen aan hun omgeving. Darwin dacht ook dat hij nieuwe soorten had geobserveerd die waren ontstaan door geleidelijke veranderingen uit eerdere soorten. In de tijd van Darwin keek men neer op wonderen en Darwins ideeën speelden goed in op de 'behoefte' van die tijd aan een natuurhistorische verklaring zonder een miraculeuze schepping, zoals het Bijbelse scheppingsverhaal. In deze visie is alles perfect geschapen maar is de staat van de huidige wereld het gevolg van de zondeval waarmee het kwaad de wereld in werd geholpen, zoals het lijden, ziekten en de dood. Darwin en zijn tijdgenoten dachten dat God geen wereld zou scheppen of toestaan met dergelijk lijden maar alleen een perfect harmonieuze wereld zou scheppen, zoals de oude Grieken dachten.

### Natuurlijke selectie en soortenvorming

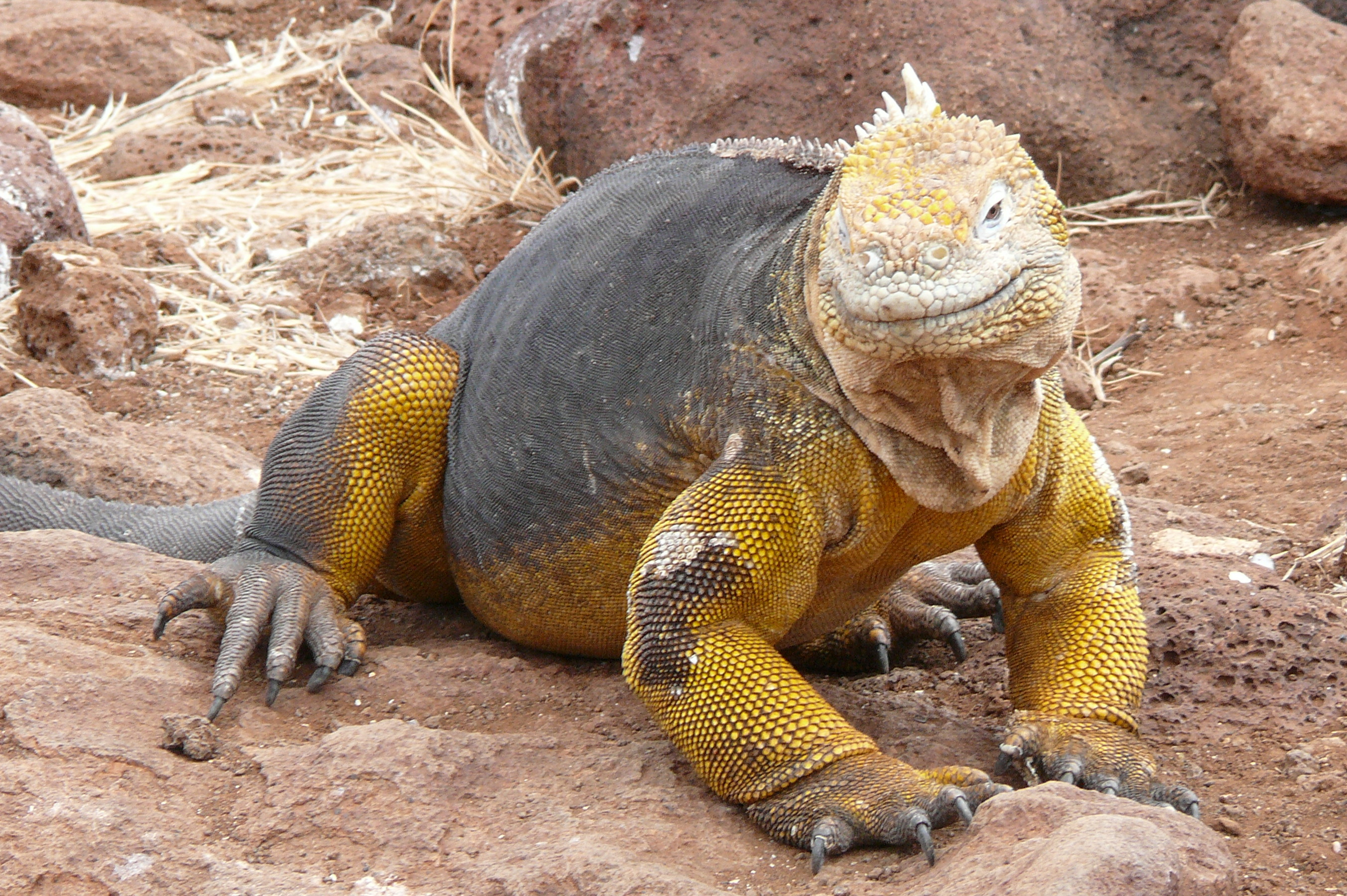
Een Galapagos landleguaan.

Dit roept ook de vraag op: wat is een soort? De verschillende soorten iguana's (leguanen) op de Galapagoseilanden blijken wel samen nageslacht te produceren, zoals een Galapagos landleguaan en een zeeleguaan. Volgens de film is het zo dat als verschillende soorten in een periode van miljoenen jaren met elkaar reproduceren dat dan de grenzen tussen soorten vervagen. De dieren zouden dan steeds meer op elkaar gaan lijken door de uitwisseling van genetisch materiaal. De dieren op de Galapagoseilanden verschillen dermate dat een andere verklaring volgens de film logischer is: de eilanden en de dieren zijn hooguit enkele duizenden jaren oud.
De veranderingen die Darwin opmerkte aan de snavels van zijn vinken, zouden ook in een veel kortere periode kunnen plaatsvinden. De vinken zouden in ongeveer een jaar aangepast kunnen zijn aan veranderingen in de voedselketen, waardoor een ander type snavel de voorkeur verdient. Ook hoeft er geen nieuwe soort te ontstaan voor dit proces. Een zogezegd knelpunt van Darwins evolutietheorie is dat het vereist dat er nieuwe informatie ontstaat tijdens de evolutionaire processen. Volgens de film gebeurt dit niet maar zijn dieren wel in staat zich aan te passen aan hun omgeving.

### Terugkeer naar Engeland

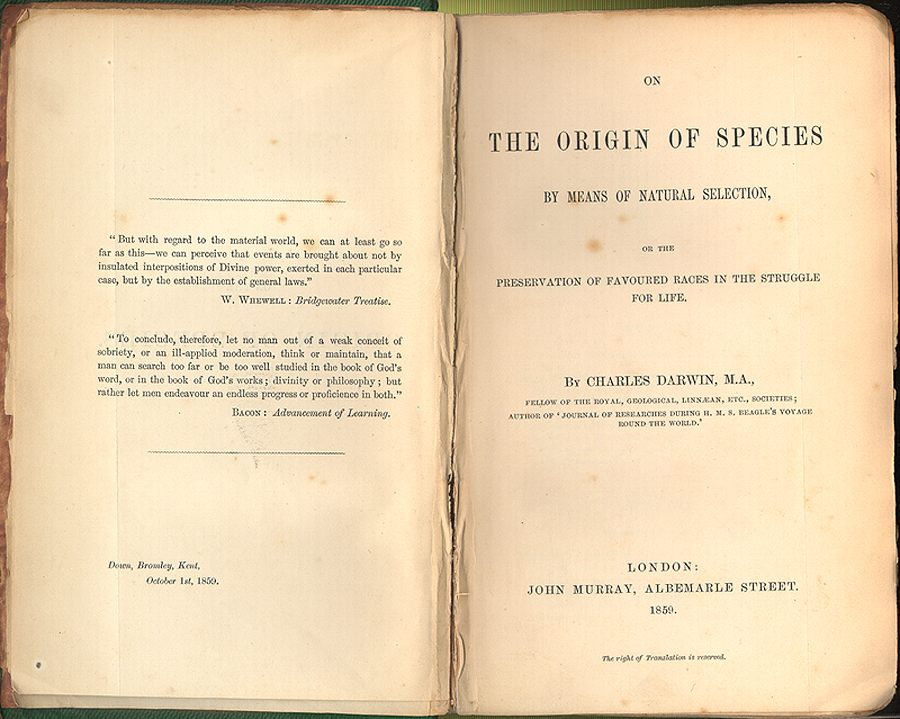
De oorsprong der soorten.

Darwin verlaat de Galapagoseilanden in 1835 en in 1836 is Darwin terug thuis. Darwin ging aan de slag om zijn ideeën op te schrijven. Het zou nog tot 1859 duren voordat zijn werk De oorsprong der soorten verscheen. Darwin besefte wel dat de evolutietheorie inging tegen de visie dat de mens geschapen zou zijn naar Gods evenbeeld. Darwins bezorgheid hierover had zijn weerwerking op zijn lichamelijke gesteldheid. De dood van enkele van zijn kinderen drukte ook op de gedachten van Darwin; de dood speelt immers een belangrijke rol in de evolutietheorie.
De film geeft aan dat Darwin zich niet bewust was van de complexiteit van een cel en hoe informatie via enzymen wordt doorgegeven om iets te bewerkstelligen. Ook zou het niet mogelijk zijn om nieuwe informatie toe te voegen via willekeurige mutaties. Daarnaast wordt vermeld dat het niet mogelijk is (in laboratoria of in de natuur) om levenvormen te veranderen in andere levensvormen, zoals een bacterie in iets wat geen bacterie is. Er zouden dus grenzen zijn aan natuurlijke selectie en de mogelijkheden om informatie toe te voegen aan genetisch materiaal.

### Conclusie

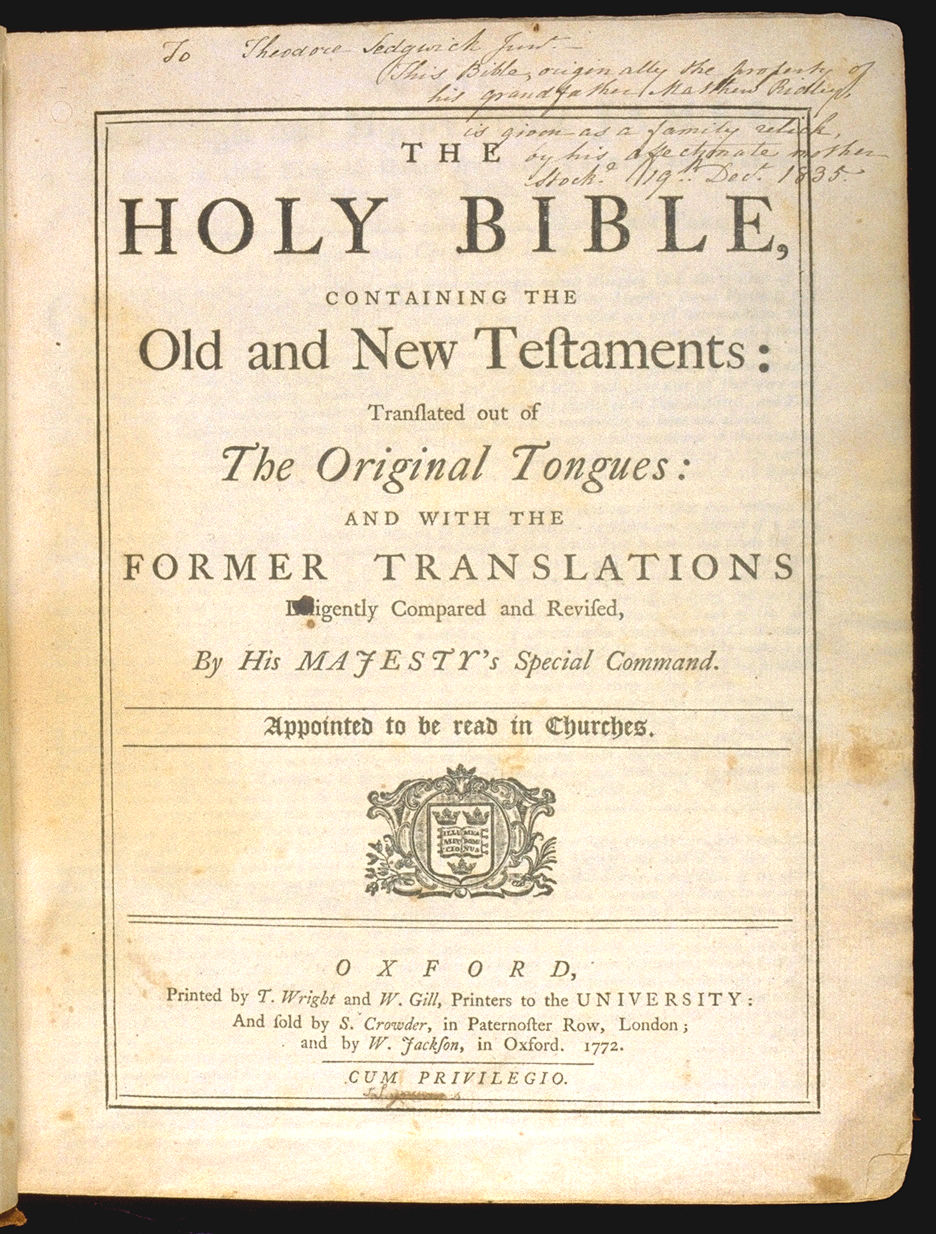
De omslag van een King James vertaling van de Bijbel uit 1772.

De film neemt hierna een andere wending aan door te stellen dat er 150 jaar na de publicatie van Darwins werk nog steeds discussie over is en of deze kwestie wel werkelijk gaat over het wetenschappelijk onderzoek of om iets anders. Ondanks dat de evolutietheorie breed geaccepteerd is binnen wetenschappelijke kringen, stelt de film dat het hedendaagse bewijs hiervoor tegenvalt en dat een schepping een betere verklaring is. Darwin zou dit alles op naturalistische wijze willen verklaren zonder God daarbij te betrekken.
Darwins boek De oorsprong der soorten was een directe aanval op het bestverkopende boek aller tijden. Een gevolg hiervan, stelt de film, is dat wanneer het scheppingsverhaal in Genesis niet blijkt te kloppen, dat dit ook gevolgen heeft voor andere delen van de Bijbel, zoals Adam en Eva, de zondeval en de redding van de mensheid door de kruisdood van Jezus Christus. Darwin maakt het eenvoudiger om atheïst te zijn aangezien er nu een naturalistische verklaring bestaat om te natuur te begrijpen. De bewijzen voor de evolutietheorie, zo stelt de film, ontbreken en Darwin bood ook geen verklaring voor de oorsprong van het leven. De film geeft als eindconclusie dat het gaat tussen twee wereldbeelden: een religieus wereldbeeld met God en een filosofisch en naturalistisch wereldbeeld waar God zo weinig mogelijk in voorkomt.

## Productie
De film is opgenomen op locaties in Argentinië, Australië, Canada, Chili, Finland, Galapagoseilanden, Nederland, het Verenigd Koninkrijk en de Verenigde Staten. De film is bewust kort gehouden (52 minuten) zodat de film makkelijker op televisie vertoond kan worden. Samen met de dvd-verkoop wilden de makers de film aan zo veel mogelijk mensen laten zien.
Het idee voor de film is afkomstig van Emil Silvestru en het kwam al ter sprake in 2006. In februari 2008 werden de eerste opnamen gemaakt in de Galapagoseilanden, Argentinië, Chili, het Verenigd Koninkrijk, Europa en Noord-Amerika. De tweede reeks opnamen werden gemaakt in juli 2008 in Tasmanië. De acteurs in de film werden gekozen op basis van hun kwaliteiten en niet op basis van hun standpunt in deze kwestie.
Het merendeel van de productiekosten van de film, meer dan $1+ miljoen USD, is bijeengebracht door donaties aan Creation Ministries International in verscheidene landen.

### Geïnterviewden

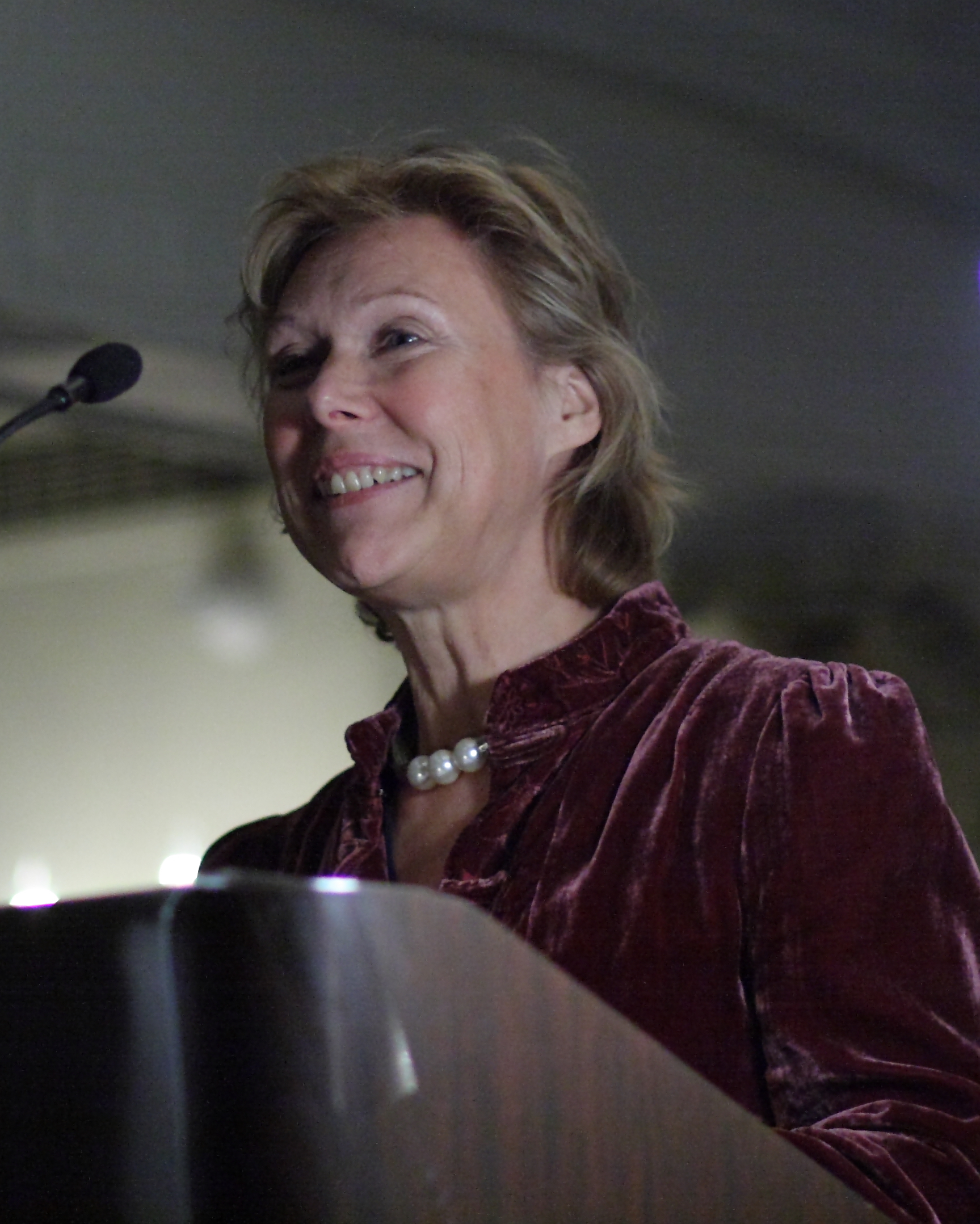
Janet Browne, 2008.

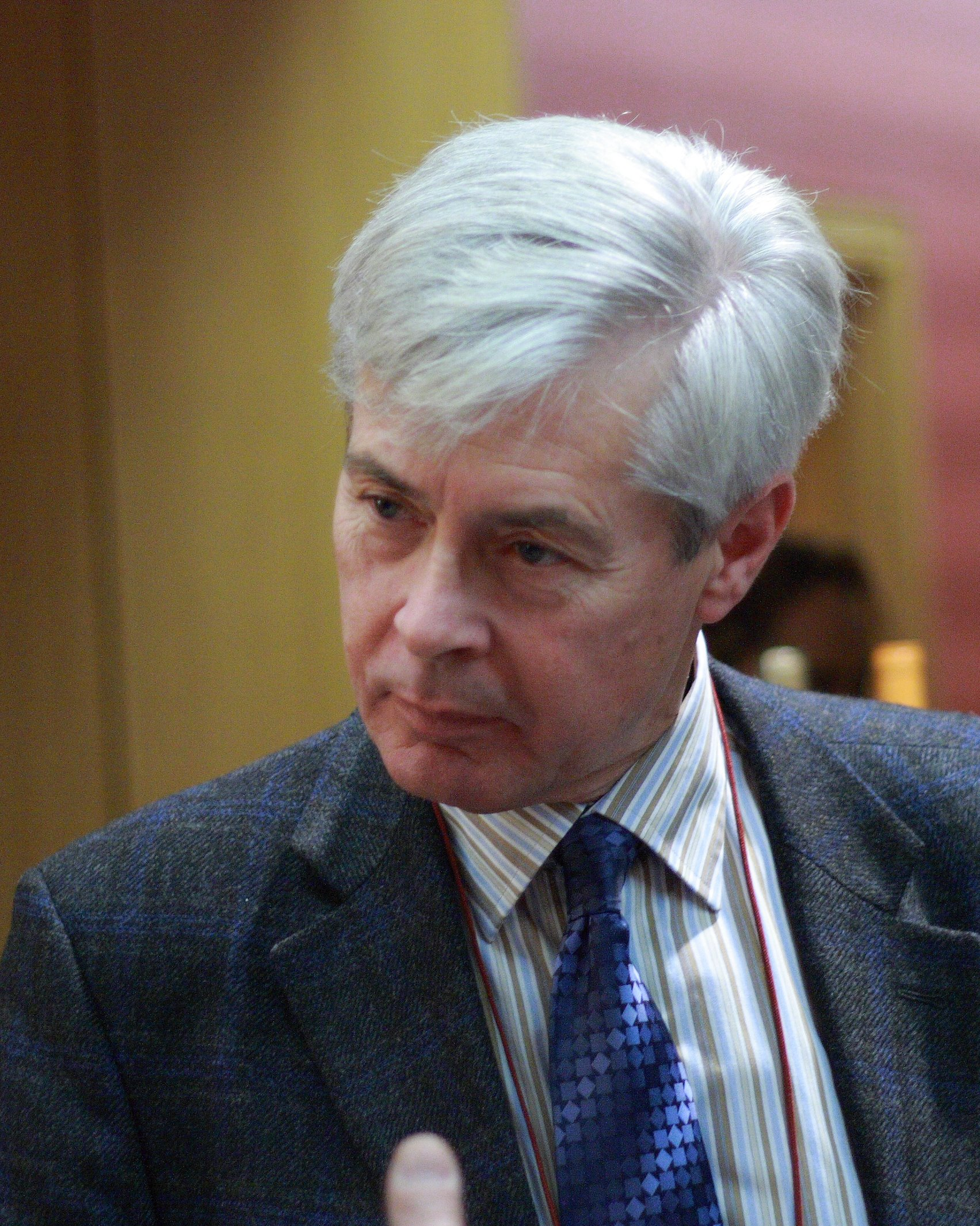
Peter J. Bowler, 2007.

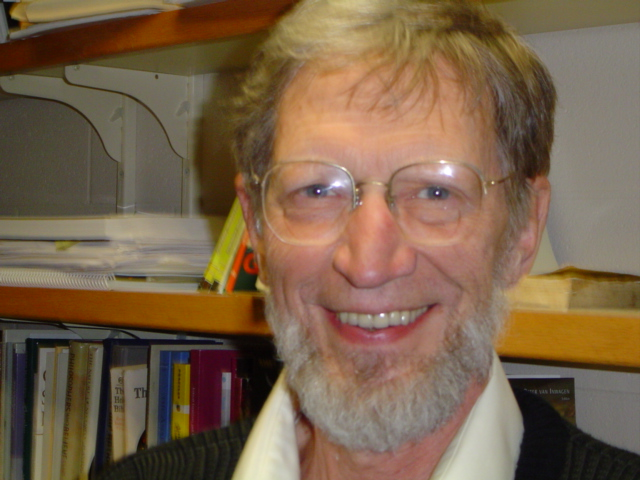
Alvin Plantinga.

De film bevat fragmenten van interviews met personen op het gebied van de evolutietheorie, intelligent design en jongeaardecreationisme. De volgende personen zijn geïnterviewd:
- Janet Browne[6] (evolutie, Aramont Professor of the History of Science, Harvard-universiteit)
- Peter Bowler[7] (evolutie, Professor of History of Science, Queen's Universiteit van Belfast)
- Jan Komdeur[8] (evolutie, Prof.dr.ir., Rijksuniversiteit Groningen)
- Phil Currie[9] (evolutie, Professor, Universiteit van Alberta)
- Sandra Herbert[10] (evolutie, Professor, Emerita, UMBC)
- Craig Buckley (evolutie)
- Bryan Milstead (evolutie)
- Emil Silvestru[11] (schepping, onderzoeker/spreker bij Creation Ministries International)
- Robert Carter[12] (schepping, onderzoeker/spreker bij Creation Ministries International)
- Stuart Burgess (schepping)
- Matti Leisola[13] (schepping, Professor of Bioprocess Technology, Helsinki University of Technology)
- Tapio Puolimatka (schepping)
- Cornelius Hunter[14] (schepping, Fellow van Discovery Institute)
- Alvin Plantinga[15] (schepping, John A. O'Brien Professor of Philosophy, Universiteit van Notre Dame)

## Kritiek
De film werd bekritiseerd door Peter J. Bowler, Janet Browne en Sandra Herbert die voor de film zijn geïnterviewd over Darwin en de evolutietheorie. Fragmenten van deze interviews komen ook in de film voor. Bowler, Browne en Herbert geven in een publicatie van de History of Science Society aan dat hen verteld werd dat het een educatieve film zou worden, dat hun standpunten verdraaid waren en zij wisten niet dat Fathom Media gerelateerd was aan Creation Ministries International. Andere kritiekpunten waren het uitkiezen van gunstige citaten uit interviews, de standpunten veranderen door zaken weg te laten en het verhullen van de intenties van de film. Ze ontdekten pas een maand voor de première dat het een creationistische film betrof. Een vergelijkbare situatie ontstond om de film Expelled: No Intelligence Allowed uit 2008 waarbij geïnterviewden niet wisten dat de film een pro-intelligentdesignstandpunt zou innemen.
In een uitzending van het radioprogramma Sunday Sequence van de BBC reageerde Phil Bell, bestuursvoorzitter (CEO) van de Britse afdeling van Creation Ministries International, dat deze aanpak mogelijk als misleidend kan worden gezien maar dat kijkers meer geïnteresseerd zullen zijn in hoe CMI een gebalanceerde documentaire heeft kunnen maken van hoge kwaliteit. Ook beweerde hij dat er niet gezondigd was aan het negende gebod van de tien geboden want er was niet gelogen tegen de betrokkenen.
Creation Ministries International (CMI) reageerde hierop door te stellen dat hun standpunten niet incorrect waren gebruikt en door de transcripten van de interviews te vergelijken met het filmmateriaal. CMI geeft aan dat zij de naam Fathon Media gebruikt hebben om makkelijker personen te benaderen zonder beoordeeld te worden op de naam van hun organisatie. Ook zou het verspreiden van deze film in seculiere media bemoeilijkt worden door de naam Creation Ministries International. Daarnaast publiceerden zij het bericht dat vooraf aan alle geïnterviewden is gestuurd.

### Recensies
Op de christelijke website Movieguide ontving de film van Ted Baehr een score van vier sterren omdat de film "met waardigheid en respect de antichristelijke standpunten van Darwin laat zien" evenals de "fouten en onjuistheden van zijn theorieën". De film staat niet op Metacritic. De film staat wel vermeld op Rotten Tomatoes maar in mei 2010 nog zonder score. De film heeft een score van (ongeveer) 4.5 op 10 in de Internet Movie Database.
Jim Lippard bekritiseerde de film omdat het "erkende experts op gelijk niveau plaatst als relatief onbekenden zonder een gevestigde reputatie". Zo blijken enkele creationisten in de film, zoals Rob Carter en Emil Silvestru, geïdentificeerd te worden als wetenschapper maar zijn eigenlijk in dienst bij Creation Ministries International (CMI). Silvestru was voor zijn betrokkenheid met CMI wel al wetenschapper op het gebied van geologie van grotten. De creationist Cornelius Hunter (aangesloten bij het Discovery Institute) zou zijn Ph.D.-graad behaald hebben aan Biola University, een evangelische universiteit in de Verenigde Staten.
Lippard noemde ook dat allerlei gangbare creationistische argumenten in de film voorkwamen, zoals dat er grenzen zouden zijn aan veranderingen in de natuur en dat evolutie geen nieuwe informatie zou kunnen creëren. De film laat ook alle wetenschappelijke bewijzen voor gemeenschappelijke afstamming van alle levensvormen weg, de bewijzen voor een oude Aarde en de evolutie van de mens.
Lippard merkt op dat Darwin in de film racistisch zou zijn vanwege zijn evolutionaire standpunten maar dat racisme niet vreemd is voor religieuze mensen, ondanks het feit dat beide standpunten gemeenschappelijke afstamming uitdragen. Creation Ministries International heeft aangegeven zich te baseren op het werk De afstamming van de mens van Charles Darwin en gedeelten uit interviews. Ook keurt de Bijbel slavernij niet af en bevat de Bijbel verhalen waaruit blijkt dat sommige mensen anders behandeld mogen worden dan andere, zoals God die opdracht geeft om genocide te plegen en om anderen tot slaaf te nemen.
Lippard vond de film wel van goede kwaliteit en hij hoopt dat de film inderdaad mensen zal aanzetten om deze kwestie nader te onderzoeken, zoals via de informatie in het TalkOrigins Archive.